# Le Meillard
 Le Meillard  es una población y comuna francesa, en la región de Picardía, departamento de Somme, en el distrito de Amiens y cantón de Bernaville.

## Demografía
| 190 | 197 | 163 | 134 | 114 | 131 |
| Para los censos de 1962 a 1999 la población legal corresponde a la población sin duplicidades (Fuente: INSEE [Consultar]) |     |     |     |     |     |